# Nashornvögel
Die Nashornvögel (Bucerotidae), manchmal auch Hornvögel genannt, sind eine Familie der Vögel, die in den Tropen Asiens und Afrikas beheimatet ist. Zu den Nashornvögeln gehören über 50 Arten. Vier Arten sind vom Aussterben bedroht und nach der CITES im Anhang I gelistet, weitere 24 Arten im Anhang II.
Die Nashornvögel wurden zur Ordnung der Rackenvögel (Coraciiformes), von manchen Autoren zur Ordnung der Hopfartigen (Upupiformes) oder aber in eine monotypische Ordnung Bucerotiformes gestellt. Heute werden auch die Wiedehopfe (Upupidae) und die Baumhopfe (Phoeniculidae) in diese Ordnung gestellt, und die bisher zu den Nashornvögeln gezählten Hornraben (Bucorvus) erhielten den Rang einer Familie, so dass die Bucerotiformes heute vier Familien umfassen.
Alle Nashornvogelarten sind omnivor. Der Anteil und die Bedeutung, die animalische und pflanzliche Kost im Nahrungsspektrum einer bestimmten Art haben, variiert jedoch von Art zu Art.
Die Nashornvögel sind alle Höhlenbrüter. Sie nutzen entweder natürliche Baumhöhlen oder (seltener) Felsenhöhlen. Der Eingang zur Nisthöhle wird vom brütenden Weibchen bis auf einen schmalen Spalt versiegelt. Die einzelnen Arten nutzen dabei unterschiedliche Materialien. Häufig nutzt das Weibchen die eigenen Exkremente, Rindenstückchen sowie Futterbrei. Bei einigen Nashornvogelarten bringt das Männchen Material herbei, das vom Weibchen verbaut wird. Die Weibchen verbringen je nach Art bis zu vier Monate in der Bruthöhle. Sie und später die Jungvögel werden vom Männchen mit Futter versorgt.

## Merkmale

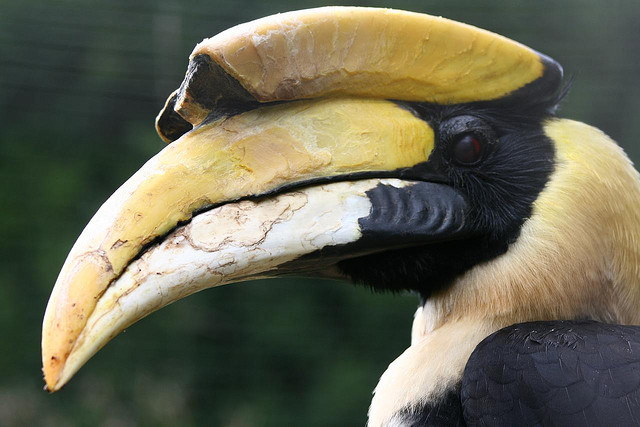
Schnabel und Horn eines Doppelhornvogels

Nashornvögel erreichen Körperlängen zwischen 30 und 120 Zentimeter. Zu den kleinsten zählt der knapp taubengroße Zwergtoko. Der Doppelhornvogel, der eine Körperlänge von mehr als einem Meter erreicht, und der Schildschnabel mit einer Körperlänge bis zu 1,2 Meter gehören zu den größten waldbewohnenden Vogelarten überhaupt. Nashornvögel wiegen entsprechend dieser Größenunterschiede zwischen 111 Gramm und etwas mehr als drei Kilogramm. Männchen sind tendenziell immer etwas größer als die Weibchen.
Namensgebend für diese Familie ist der große, meist gebogene Schnabel, der außer bei den Tokos einen wulstigen Aufsatz besitzt. Bei den meisten Arten der Toko-Gattung ist das nashornvogeltypische Horn auf einen wenig auffälligen Schnabelfirst reduziert. Das „Horn“ bei den anderen Nashornvogelarten ist meist hohl oder besteht aus lockerem Knochengewebe, nur beim Schildschnabel (Rhinoplax vigil) ist es massiv. Das Horn kann sehr groß werden. Beim Doppelhornvogel hat man Hörner gemessen, die 19,2 Zentimeter lang, 10,6 Zentimeter breit und 5,6 Zentimeter hoch waren.
An Kopf und Hals finden sich nackte, auffallend gefärbte Hautpartien. Bei allen Arten findet sich Drohverhalten, bei dem der Schnabel angehoben und damit der unbefiederte und häufig kontrastreich gefärbte Kehlfleck präsentiert wird. Weitere Charakteristika sind der langgestreckte Körper, ein langer Hals sowie kurze und breite Flügel. Der lange Schwanz trägt zehn Schwanzfedern. Bei den meisten Arten gibt es nicht nur einen Größenunterschied zwischen Weibchen und Männchen, sondern ein Geschlechtsdimorphismus ist auch in der Färbung des Gefieders, des Schnabels und des Schnabelaufsatzes vorhanden. Viele Arten haben ein schwarz-weißes Gefieder. Bei den Gattungen Buceros und Aceros finden sich jedoch Arten, die mit einem farbigen Bürzelsekret ihr Gefieder je nach Art rot, orange oder gelb färben. Das Ausmaß dieser Umfärbung ist individuell verschieden.

## Verbreitung und Lebensraum

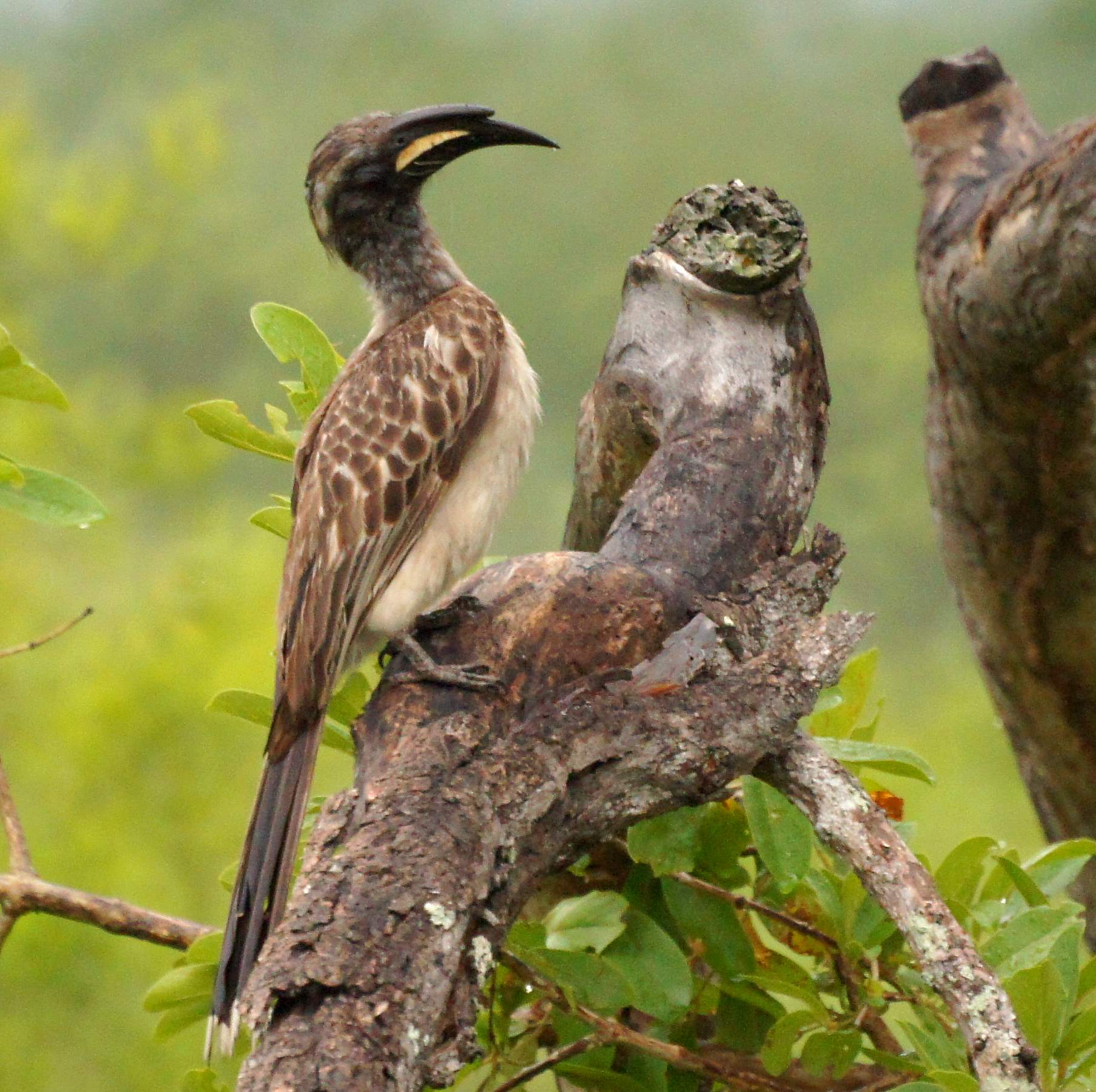
Grautoko, Männchen, Südafrika

Die Arten der Nashornvögel kommen annähernd gleich verteilt im Süden Asiens und in Subsahara-Afrika vor. Sie fehlen vollständig in der Neuen Welt, ihre Rolle wird dort zu einem gewissen Grad von den Tukanen wahrgenommen. Die Insel Borneo zählt zu den Regionen, in denen eine besonders große Zahl verschiedener Nashornvogelarten lebt.
Einige Arten haben sehr große Verbreitungsgebiete. Dazu zählt beispielsweise der Orienthornvogel, der in zwei Unterarten von den Vorgebirgen des indischen Himalaya über Nepal und den Süden Chinas bis nach Indonesien vorkommt. Auch einige der afrikanischen Tokos, wie beispielsweise der Grautoko oder der Elstertoko, haben sehr große Verbreitungsgebiete. Daneben gibt es eine Reihe von Arten mit sehr kleinen Verbreitungsgebieten. Diese Arten sind vor allem unter den asiatischen Nashornvögeln zu finden. Einige von ihnen sind in ihrer Verbreitung auf wenige Inseln begrenzt. Sie sind durch Lebensraumveränderungen in besonderem Maße betroffen und entsprechend sind viele Nashornvogelarten mit solch kleinen Verbreitungsgebieten besonders stark bedroht: Der Palawanhornvogel zählt beispielsweise zu den Endemiten Palawans, einer 450 Kilometer langen und bis zu 40 Kilometer breiten philippinischen Insel, die für ihren hohen Grad an Biodiversität und Endemismus bekannt ist. Seine Bestandssituation gilt als gefährdet (vulnerable). Der vom Aussterben bedrohte Suluhornvogel kommt dagegen vermutlich nur noch auf der Insel Tawi-Tawi vor, der auf nur noch 502 Brutpaare geschätzte Panayhornvogel brütet nur noch auf Panay. Auf Negros sind die Waldbestände mittlerweile so gering, dass er dort keine Jungvögel mehr aufziehen kann. Der ebenfalls stark bedrohte Narcondamhornvogel ist nur auf der Insel Narkondam beheimatet.
Der Lebensraum der Nashornvögel reicht von den trockenen Savannen Subsahara-Afrikas bis zu den feuchten, immergrünen tropischen Regenwäldern Asiens. Von allen Arten besiedelt der Monteiro-Toko, der im Westen von Subsahara-Afrika vorkommt, den Lebensraum mit den geringsten Niederschlägen. In Savannen lebende Nashornvögel machen unter den Nashornvogel-Arten lediglich ein Viertel aus. Von diesen kommt lediglich der Indienhornvogel in Asien vor, die meisten savannenlebenden Nashornvögel gehören zu in Afrika verbreiteten Arten.

## Nahrung und Trinkverhalten

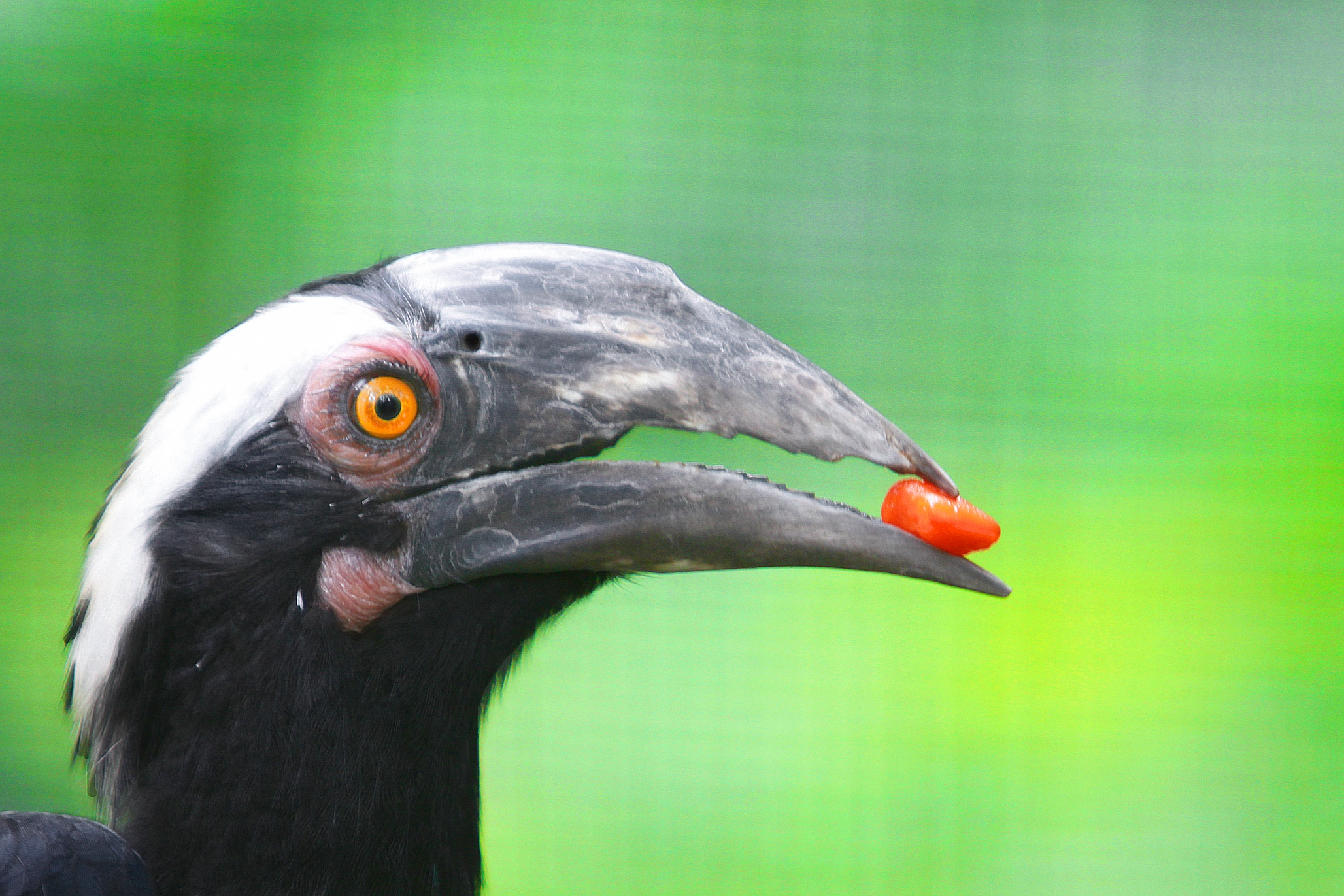
Fressendes Männchen eines Malaien-Hornvogels

Der lange Schnabel, der lange, hoch bewegliche Hals und die kräftigen, greiffähigen Füße erlauben Nashornvögeln, ein großes Nahrungsspektrum zu nutzen. Unter- und Oberschnabel treffen nur an der Spitze genau aufeinander, so dass der Schnabel von den Nashornvogelarten wie eine Pinzette eingesetzt werden kann. Nashornvögel sind damit in der Lage, mit großer Geschicklichkeit nach Objekten zu greifen. Durch Kopfhochwerfen werfen sie dann die Nahrungsbestandteile in den Rachen, häufig nachdem sie sie zuvor mit den Schnabelscheiden zerdrückt haben. Der lange Schnabel und ihre Geschicklichkeit bei seinem Einsatz erlauben es ihnen auch, giftige Tiere – wie beispielsweise Skorpione – zu fressen.
Nashornvögel sind Allesfresser. Früchte und Insekten sowie kleinere Wirbeltiere haben jedoch je Art einen unterschiedlichen Anteil im Nahrungsspektrum. Die meisten Arten decken den größten Teil ihres Nahrungsbedarfes mit Früchten. Verschiedene Feigenarten spielen in der Nahrung vieler Arten eine besonders große Rolle.

### Animalische Kost

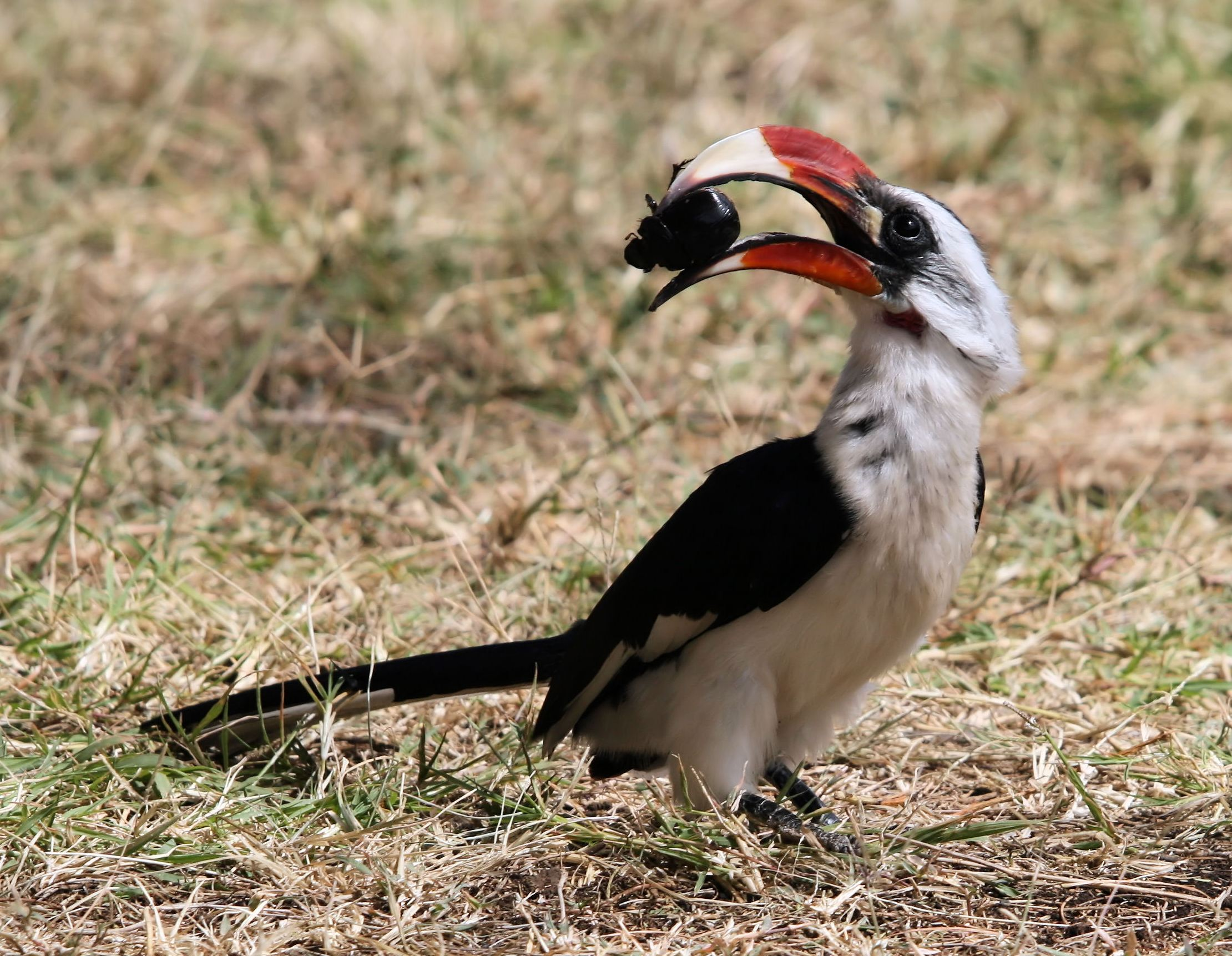
Männlicher Decken-Toko mit erbeutetem Käfer

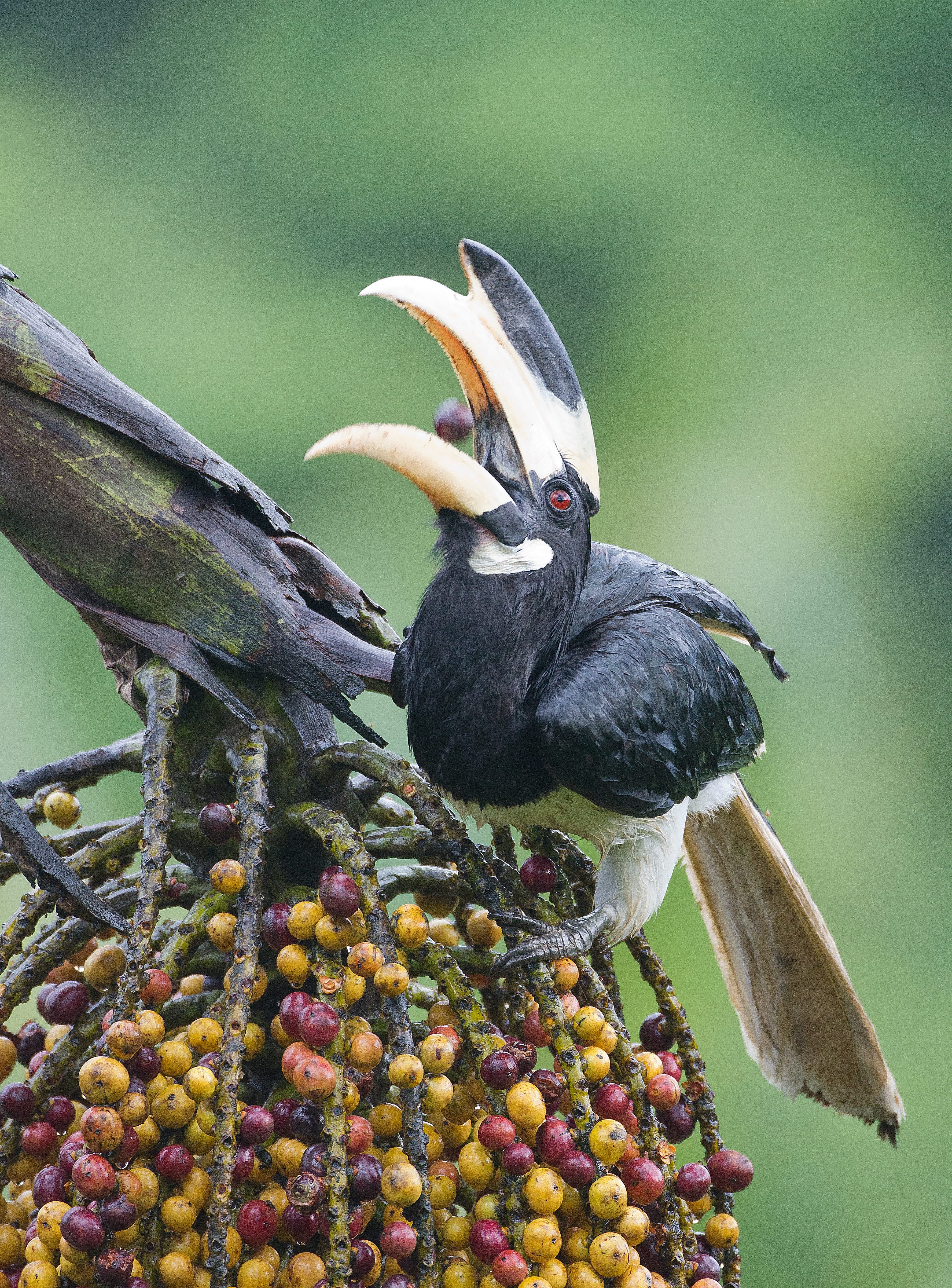
Männchen des Malabarhornvogels beim Fressen

Nashornvögel, die überwiegend von tierischem Protein leben, kommen überwiegend in der afrikanischen Savanne vor. Die Nahrungsgewohnheiten einiger dieser Nashornvogelarten sind genauer untersucht worden: Sie fressen kleine Wirbeltiere und Insekten aus mindestens 100 verschiedenen Gattungen. Tendenziell sind Nashornvogelarten, bei denen animalische Kost im Nahrungsspektrum überwiegt, eher Standvögel und verteidigen ein Revier. Sie sind während der Nahrungssuche auch weniger häufig mit ihrem Partnervogel oder anderen Individuen derselben Gattung vergesellschaftet. Die Art, wie die überwiegend animalische Kost fressenden Nashornvögeln ihre Beutetiere finden, bestimmt wiederum ihre Reviergröße. Der Grautoko, der schütter mit Bäumen bestandene Savannen besiedelt und seine Beutetiere überwiegend in Baumwipfeln findet, benötigt ein drei- bis viermal größeres Revier als der im selben Lebensraum vorkommende Rotschnabeltoko, der seine Nahrung am Boden sucht.
Bei den Tokos finden sich die Arten, bei denen animalische Kost dominiert: Rotschnabeltoko und Monteiro-Toko sind die beiden Arten, die nahezu nie Früchte zu sich nehmen. Bei allen anderen Nashornvogelarten überwiegt eine Ernährung mit Früchten, Beeren und Samen. Selbst die Arten, die sich überwiegend pflanzlich ernähren, verbringen viel Zeit mit der Jagd und zeigen im Erwerb von tierischer Nahrung hohes Geschick. Bei einem zahmen Orienthornvogel wurde beobachtet, dass er in der Lage ist, auch vorbeifliegende Schwalben und Bronzemännchen zu fangen. Auch Langschopfhornvögel wurden bereits dabei beobachtet, wie sie langsam fliegende Salangane im Flug fingen. Der eine Körperlänge von 70 Zentimetern erreichende Silberwangenhornvogel ist sogar in der Lage, Rotnasen-Grüntauben zu fangen, die mit einer Körperlänge von 30 Zentimetern der Größe einer kleinen Stadttaube entspricht. Silberwangenhornvögel leben zwar überwiegend von Früchten, sie zeigen aber ein überaus aggressives Jagdverhalten. So springen sie beispielsweise auf Ästen auf und ab, um Beutetiere aufzuscheuchen. Kleinere Trupps dieser Nashornvogelart attackieren auch gemeinsam ruhende Flughunde.
Orienthornvögel wurden dabei beobachtet, wie sie in flachen Teichen erfolgreich Fische fingen. Zu den weiteren Wirbeltieren, die Orienthornvögel fressen, zählen Nestlinge verschiedener kleinerer Vogelarten, die sie zum Teil auch aus Nisthöhlen holen, daneben auch kleinere adulte Vögel sowie Fledermäuse, Eidechsen und Schlangen. Sie fressen außerdem Skorpione und Schnecken, Käfer, Grillen, Kakerlaken, Motten, Schmetterlinge, Heuschrecken und Termiten und decken damit ein Spektrum von Beutetieren ab, das sich in ähnlicher Zusammensetzung bei vielen Nashornvogelarten findet.

### Protokooperation
Einige der Nashornvogelarten, bei denen animalische Kost überwiegt, folgen anderen Tierarten, die während ihrer Nahrungssuche Insekten aufschrecken. Es kann sich dabei um Wanderameisen, Affentrupps, Trupps anderer Vogelarten oder Eichhörnchen handeln. Bei zwei Arten der Nashornvögel gibt es Verhaltensweisen gegenüber einer anderen Tierart, die man bereits als Protokooperation bezeichnen kann: Decken-Toko und Östlicher Gelbschnabeltoko kooperieren dabei mit Helogale parvula undulata, einer Unterart der Südlichen Zwergmanguste. Die beiden Toko-Arten fangen die Insekten (insbesondere Heuschrecken), die diese in Gruppen lebenden Mangusten bei ihrer Nahrungssuche aufscheuchen. Die Zwergmangusten profitieren von dieser Protokooperation, weil beide Tokos vor Beutegreifern aus der Luft warnen. Die Zwergmangusten warten mit dem Beginn ihres Beutezuges auf den Toko. Auch die beiden Tokoarten zeigen spezifische Verhaltensweisen, um den Zwergmangusten ihre Bereitschaft zur Kooperation anzuzeigen.

### Pflanzliche Kost

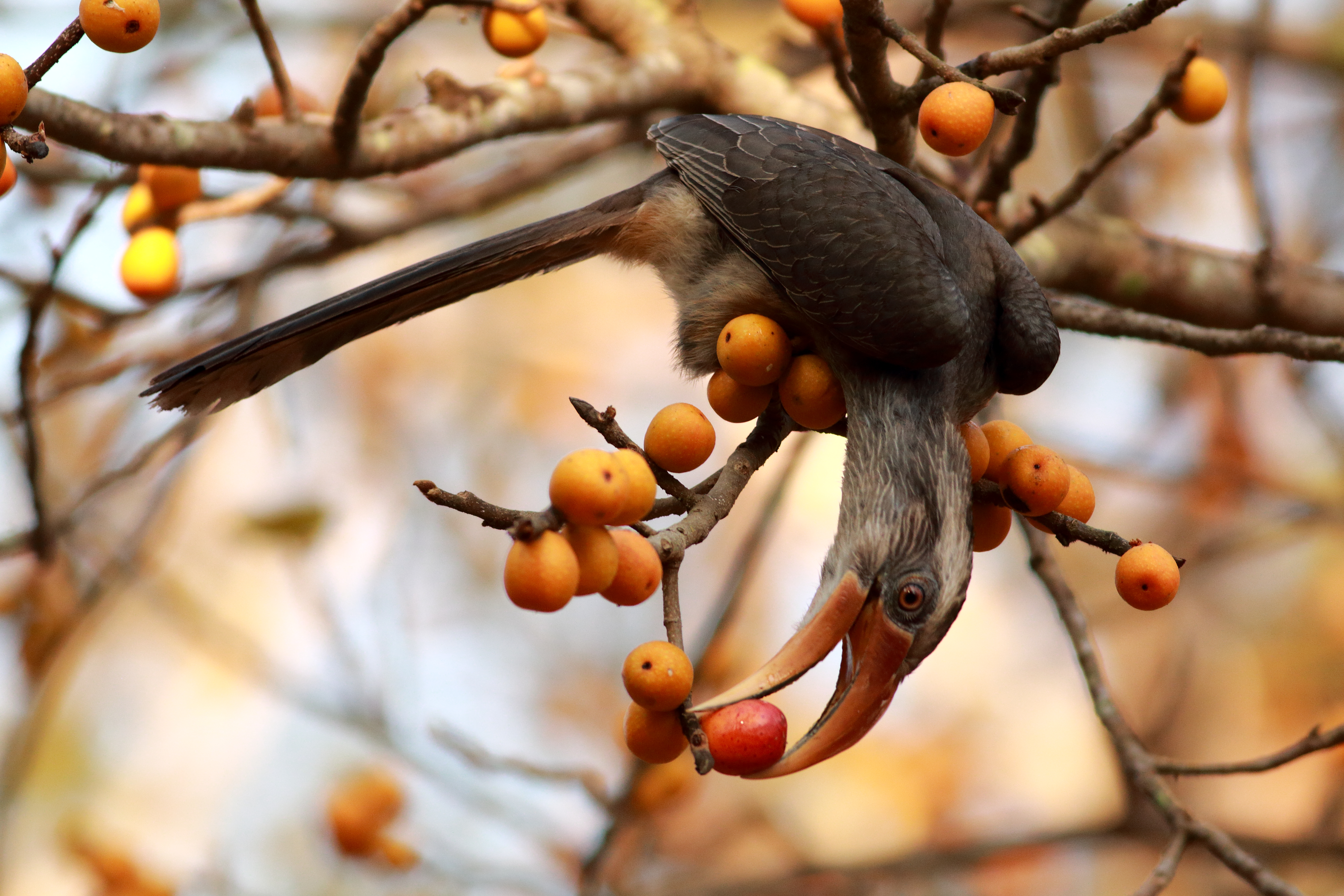
Malabar-Grautoko am Fressen

Die Früchte, die von Nashornvögeln gefressen werden, fallen in drei Kategorien:
- Früchte, die reich an Kohlenhydraten und Flüssigkeit sind wie die verschiedenen Wildfrüchte, die in der Ernährung zahlreicher Nashornvogelarten eine große Rolle spielen
- Kapsel- und Steinfrüchte, die reich an Fetten oder Lipiden sind
- dickschalige Früchte, die sehr viel Flüssigkeit enthalten.

Früchte werden grundsätzlich nur gefressen, wenn sie völlig reif sind. Die Früchte haben dann einen niedrigen Phenol-Gehalt und sind reich an Zucker. Die meisten Früchte, die von Nashornvögeln gefressen werden, sind im reifen Zustand rot, schwarz oder violett – dies gilt allerdings für die meisten frugivoren Vogelarten. Grundsätzlich ziehen Nashornvögel solche Früchte vor, die einen öligen, fleischigen Arillus um die Samen haben. Bei einigen der waldbewohnenden asiatischen Nashornvogelarten wurde während der Brutzeit ein Verzehr von Früchten aus 30 bis 35 verschiedenen Pflanzengattungen gezählt. Dies stellt allerdings nur einen Bruchteil der verfügbaren Früchte dar. In den besonders artenreichen regenfeuchten Tropenwäldern auf Borneo tragen 900 verschiedene Pflanzengattungen Früchte. Allerdings werden nur 128 Arten von den Nashornvögeln definitiv genutzt, bei den Früchten weiterer 144 Pflanzenarten ist es möglich, dass sie von den Nashornvögeln gefressen werden.
Feigen spielen eine große Rolle in der Ernährung, weil sie in verschiedenen Arten in zahlreichen Waldformen vorkommen. Sie sind in den jeweiligen Regionen oft sehr häufig vorkommende Baumarten, die regelmäßig zahlreiche Früchte tragen. Die einzelnen Bäume kommen außerdem zu unterschiedlichen Zeitpunkten zur Fruchtreife. Einige der Feigenarten sind außerdem sehr proteinreich.
Neben Feigen spielen bei vielen Arten auch die Früchte der Ebenholzbäume und der Balsambaumgewächse eine größere Rolle. Stein- und Kapselfrüchte werden von einer größeren Bandbreite von Pflanzen produziert. Verglichen mit Feigenarten tragen die einzelnen Bäume jedoch eine weniger große Zahl an Früchten. Harte Schale oder ein im Verhältnis zum Fruchtfleischanteil großer Stein machen sie im Vergleich zu den Feigenarten auch aufwändiger zu ernten. Viele dieser Pflanzenarten reifen außerdem nur zu bestimmten Jahreszeiten, so dass ein reiches Angebot dieser Nahrung nur über wenige Wochen zur Verfügung steht.

### Besondere Nahrungsbestandteile
Nashornvögel inkludieren in ihre Nahrung immer wieder bestimmte Nahrungsbestandteile, die nur gelegentlich gefressen werden. Dazu gehört das Fressen von leeren Schneckenhäusern in den Wochen vor der Eiablage. Diese Schneckenhäuser dienen möglicherweise als eine Kalziumquelle und unterstützen die Bildung der Eischalenbildung. Daneben fressen Nashornvögel auch immer wieder Blüten, die auf Grund ihrer Pollen reich an bestimmten Proteinen sind, sowie Schösslinge und Knospen, die viel Zucker enthalten, und Pilze, die vitaminreich sind.
Hundertfüßer und klebrige Früchte werden häufig aufgenommen, aber vor allem während der Brutzeit nicht gefressen. Sie werden von verschiedenen Nashornvogelarten zu dem Nahrungsbrei zerkleinert, der zum Versiegeln der Bruthöhle genutzt wird.

### Trinkverhalten
Die Aufnahme von Wasser scheint für keine der Nashornvogelarten notwendig zu sein, obwohl es bei den Asiatischen Kehlsack-Hornvögeln und den Elsterhornvögeln Arten gibt, die ins Wasser gehen, weil sie dort vermutlich Fische oder Krebse fangen. Ein Trinken hat man generell bislang nur bei vier Arten beobachtet, und bei jeder dieser Arten wurde dies als ungewöhnliches Verhalten notiert. Bei Rotschnabeltoko und Malaien-Hornvogel hat man es lediglich einmal bei in menschlicher Obhut gepflegten Vögeln beobachtet. Beim Schwarzhelm-Hornvogel und dem Östlichen Gelbschnabeltoko waren es jeweils Beobachtungen bei frei lebenden Vögeln. Grundsätzlich scheinen Nashornvögel daher ihren Flüssigkeitsbedarf über ihre Nahrung zu decken und dies scheint auch der Grund zu sein, warum beispielsweise Feigen im Nahrungsspektrum sehr vieler Arten eine große Rolle spielen.

## Fortpflanzung

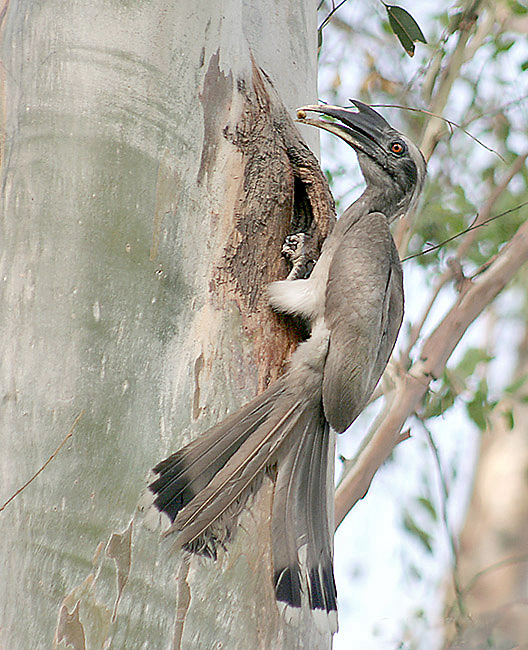
Indienhornvogel (Ocyceros birostris) an der Nisthöhle

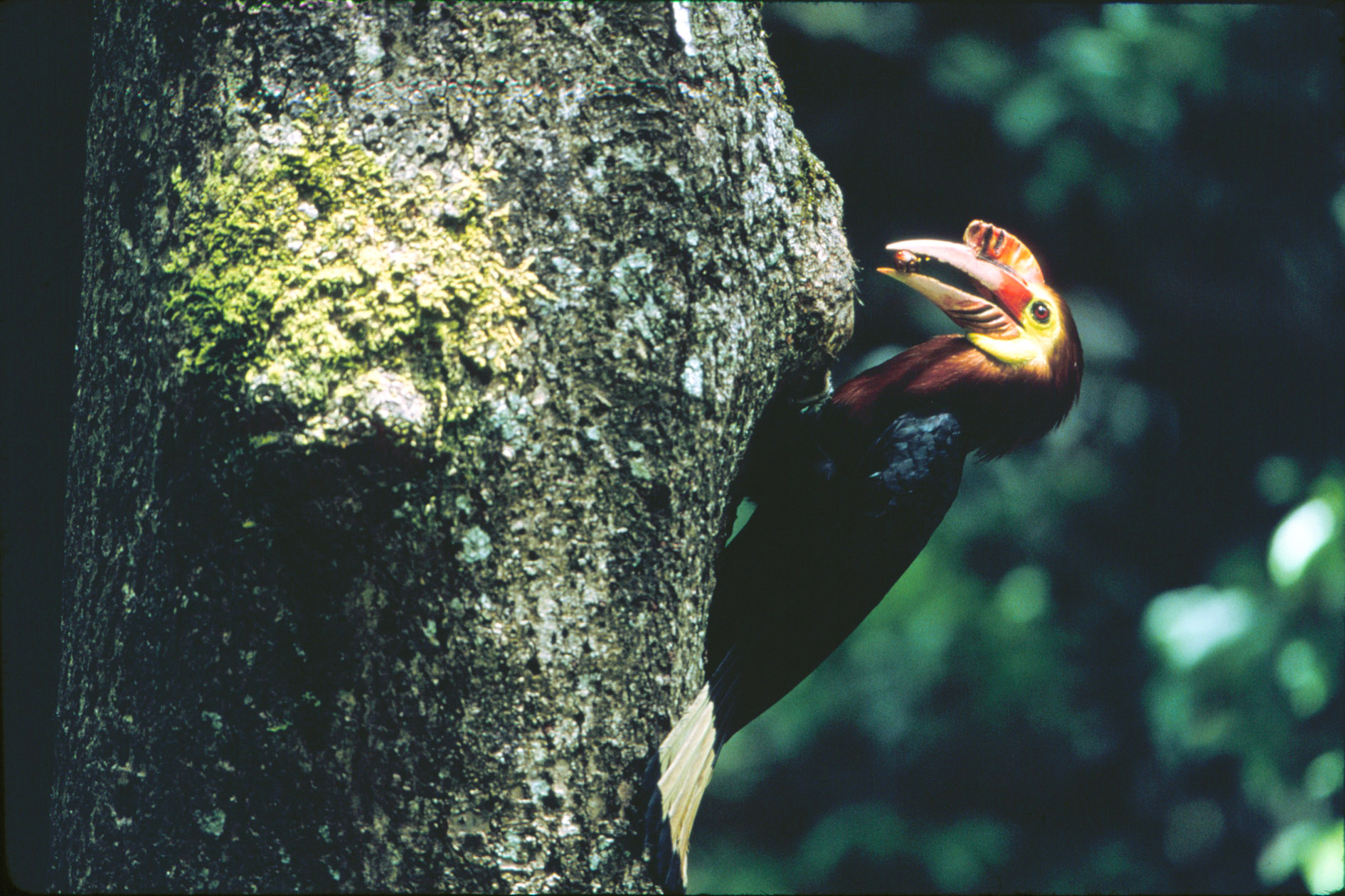
Ein männlicher Waldenhornvogel an der Nisthöhle

Alle Nashornvögel sind Höhlenbrüter. Sehr selten nutzen Nashornvögel für ihr Brutgeschäft Erdhöhlen in Steilabhängen. Gelegentlich nutzen sie auch Felsenhöhlen. Die meisten Nashornvögel brüten jedoch in natürlichen Baumhöhlen. Diese Baumhöhlen befinden sich in der Regel hoch oberhalb des Erdbodens. Geeignete Baumhöhlen werden von den Nashornvögel häufig über mehrere Jahre genutzt. Sie nehmen an der eigentlichen Nisthöhle kaum Bauaktivitäten vor. Entfernt wird lediglich loses Holz in der Höhle sowie gelegentlich die Rinde am Eingang bearbeitet.
Allen Arten ist gemeinsam, dass sich das Weibchen in der Bruthöhle bis auf einen schmalen Spalt einmauert. Dadurch ist der Nachwuchs zwar weitgehend vor Nesträubern geschützt, allerdings ist das Männchen über eine lange Zeit allein für die Nahrungsversorgung zuständig. Beim Silberwangenhornvogel, bei dem das Weibchen bis zu 138 Tage in der Bruthöhle bleibt, bringt das Männchen etwa 24.000 Früchte zur Bruthöhle. Dazu fliegt es die Bruthöhle etwa 1600-mal an. Im Schnitt sind es täglich 360 Gramm Früchte, die das Männchen im Schlund oder Schnabel herbeiträgt.
Das Männchen ist in der Regel nicht oder nur in geringem Maße am Verschließen der Nisthöhle beteiligt. Eine der Ausnahmen dazu stellen unter anderem der Trompeterhornvogel, der Grauwangen-Hornvogel und der Silberwangenhornvogel dar. Das Männchen verschluckt Lehmklumpen und würgt sie in Form kleiner Lehmkugeln wieder hervor. Das Weibchen verbaut diesen Lehm dann beim Versiegeln der Bruthöhle. Bei einer näher untersuchten Nisthöhle des Trompeterhornvogels wog das verbaute Material 1,47 Kilogramm. Bei den meisten Nashornvogelarten nutzt das Weibchen allerdings nicht Lehm zum Vermauern der Bruthöhle, sondern die eigenen Exkremente sowie Nahrungsbrei. Bei den Arten, bei denen das Weibchen vor den Jungvögeln die Nisthöhle verlässt, versiegeln die Jungvögel eigenständig den Eingang zur Bruthöhle. Bei zahlreichen Arten beginnt das Weibchen nicht unmittelbar nach Verschließen der Bruthöhle mit der Eiablage, sondern erst nach einer Zeitdauer von vier bis sechs Tagen.
Das Weibchen hält die Bruthöhle sauber, indem es durch den schmalen Spalt kotet. Auch die Jungvögel zeigen ein solches Verhalten, sobald sie eine hinreichende Größe erreicht haben, um den Nisthöhlenspalt zu erreichen. Bei einer Reihe von Arten verlässt das Weibchen vor dem Flüggewerden der Jungvögel die Bruthöhle und versorgt den Nachwuchs gemeinsam mit dem Männchen mit Nahrung. Bei anderen Arten verbleibt das Weibchen bis zum Flüggewerden des Nachwuchses in der Bruthöhle. Bei diesen Arten verbringt das Weibchen zum Teil bis zu vier Monate in der Bruthöhle. Der Nachwuchs ist zu dem Zeitpunkt, zu dem er die Nisthöhle verlässt, flugfähig. Er kehrt nicht in die Bruthöhle zurück.
Das Weibchen durchläuft gewöhnlich während der Brut die Mauser. Bei einigen Arten wie beispielsweise den Tokos vermausert das Weibchen das Großgefieder gleichzeitig und ist deshalb zeitweise flugunfähig. Bei anderen Arten wird das Großgefieder nacheinander vermausert, die Weibchen behalten dabei ihre Flugfähigkeit.
Die großen Arten unter den Nashornvögeln haben Gelege von einem oder zwei Eiern. Es wird gewöhnlich nur ein Jungvogel groß. Bei den kleinen Nashornvogelarten kann das Gelege auch bis zu fünf Eier umfassen. Die Eier werden zwischen 23 und 42 Tage bebrütet. Dem schließt sich eine mehrwöchige Nestlingszeit in der Bruthöhle an.

## Gattungen und Arten
- Braunhornvögel (Anorrhinus)

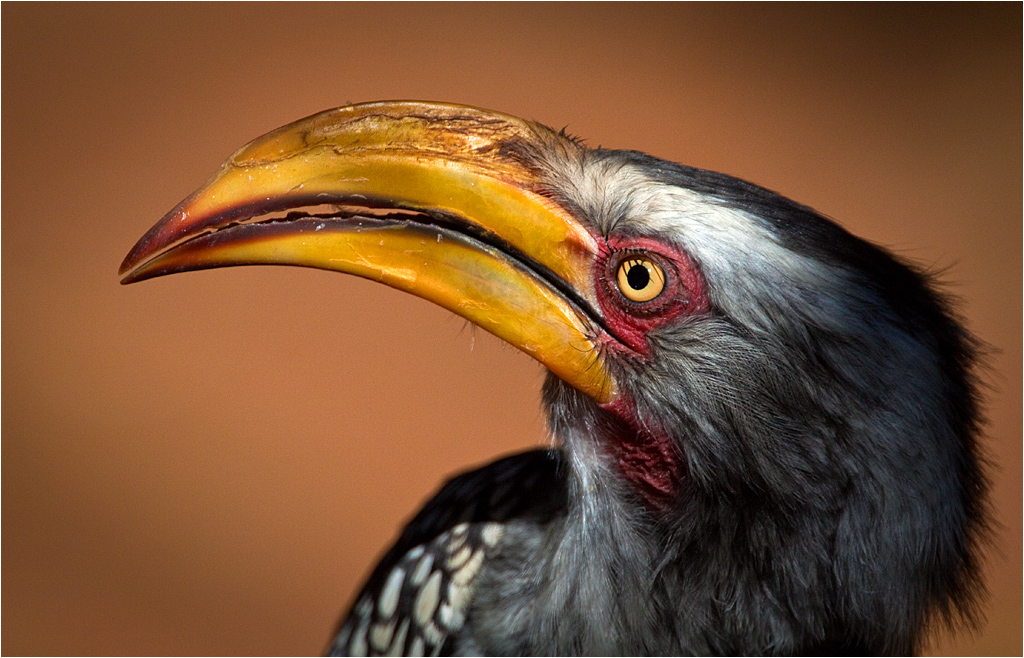
Südlicher Gelbschnabeltoko

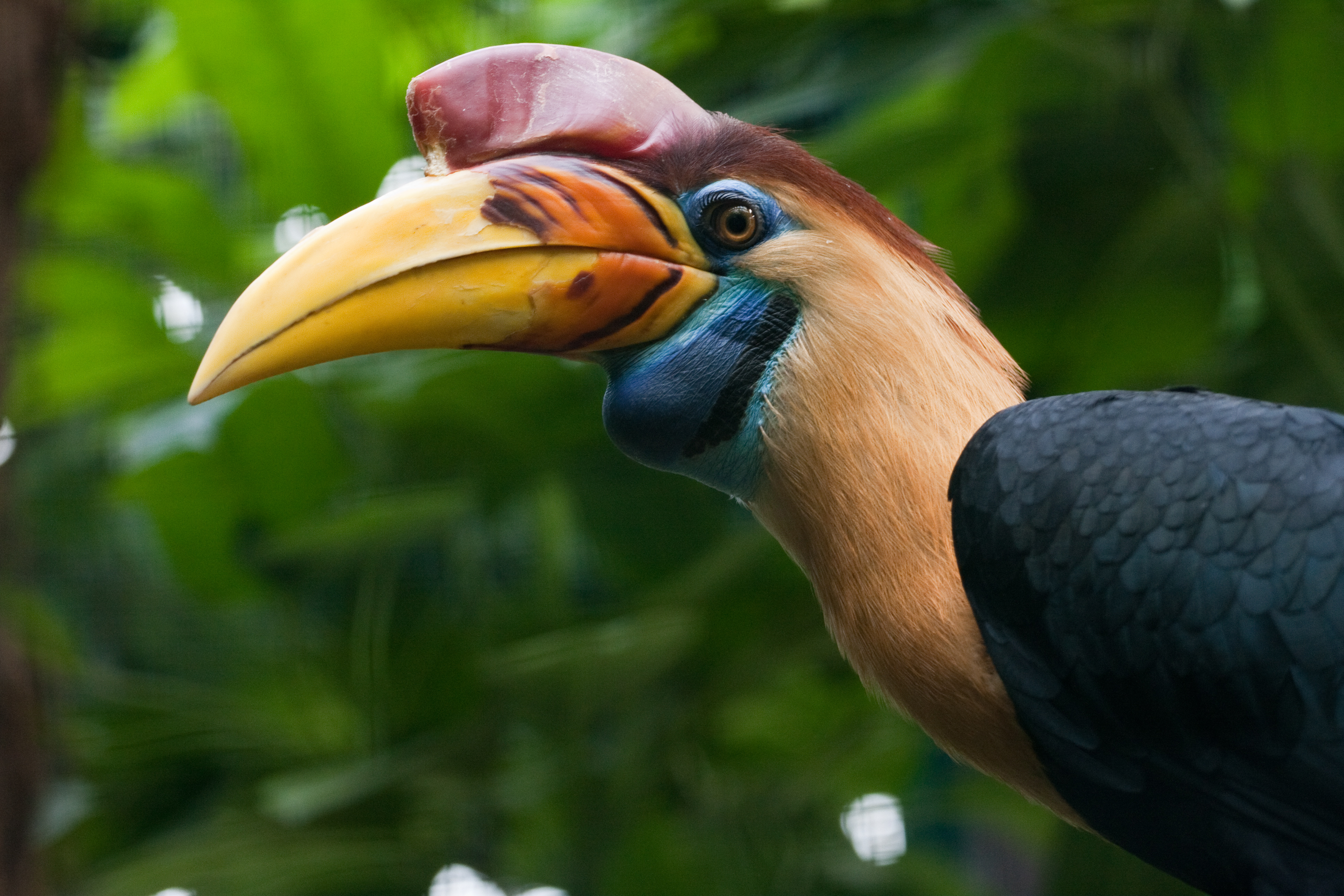
Helmhornvogel (Aceros cassidix) im Weltvogelpark Walsrode

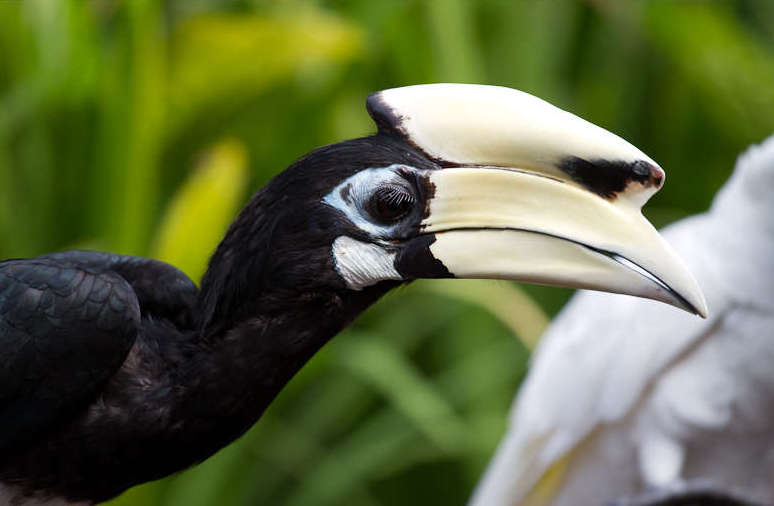
Orienthornvogel, Männchen

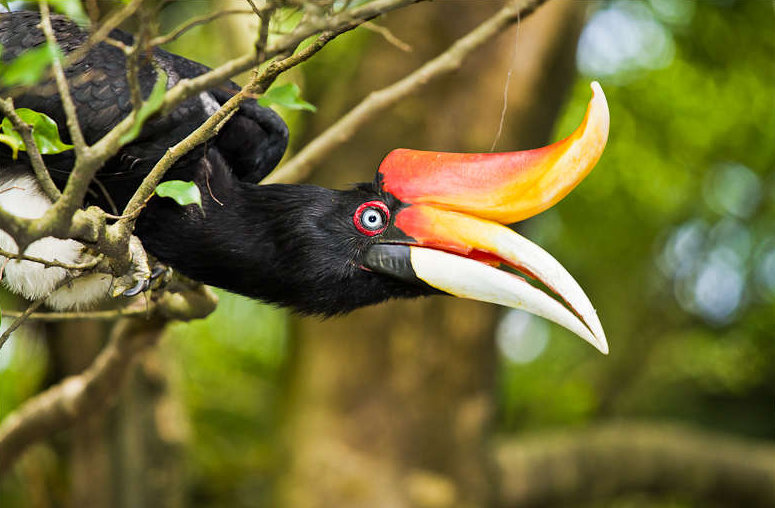
Rhinozerosvogel
(Buceros rhinozeros)

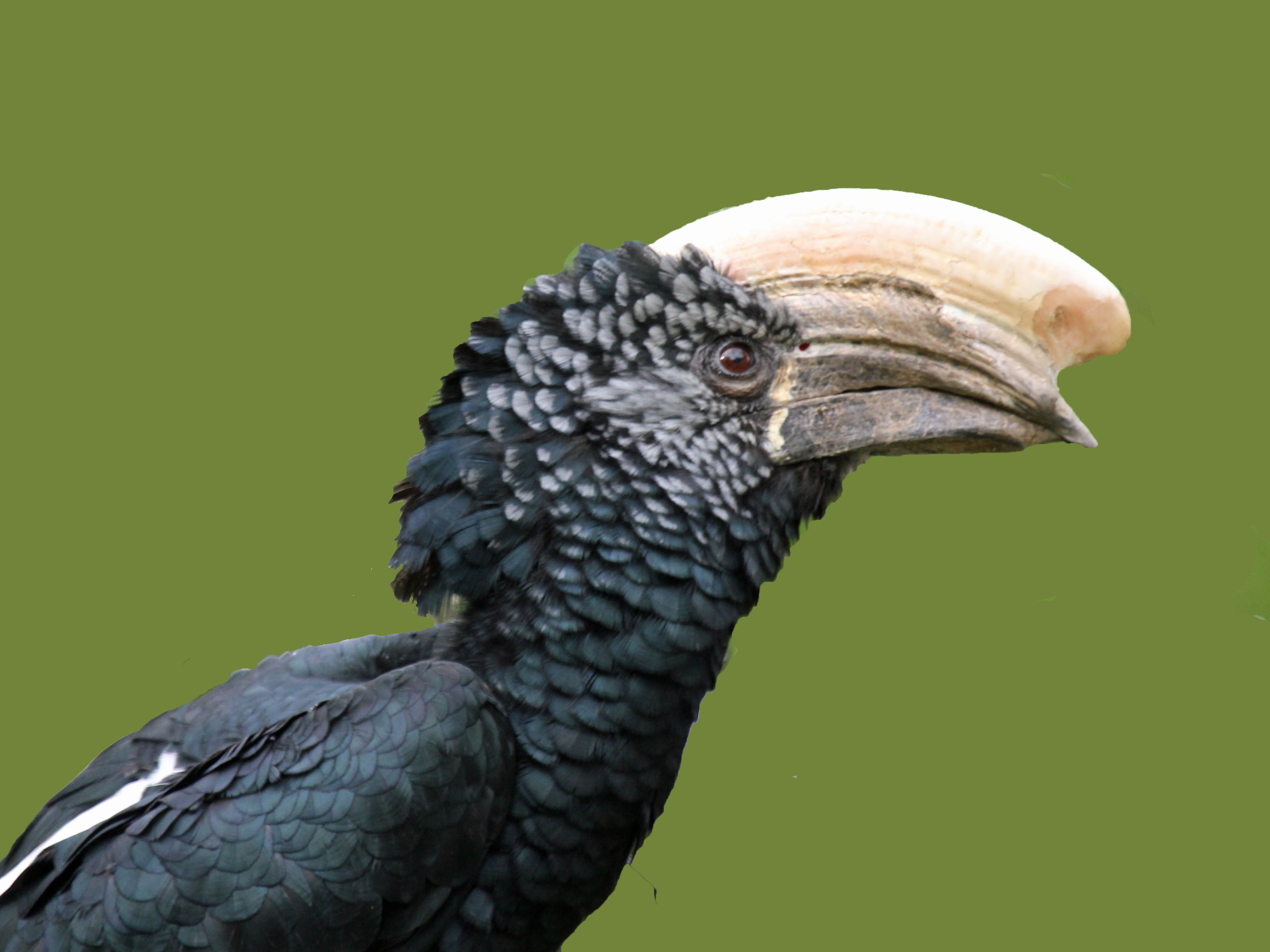
Silberwangenhornvogel (Bycanistes brevis)

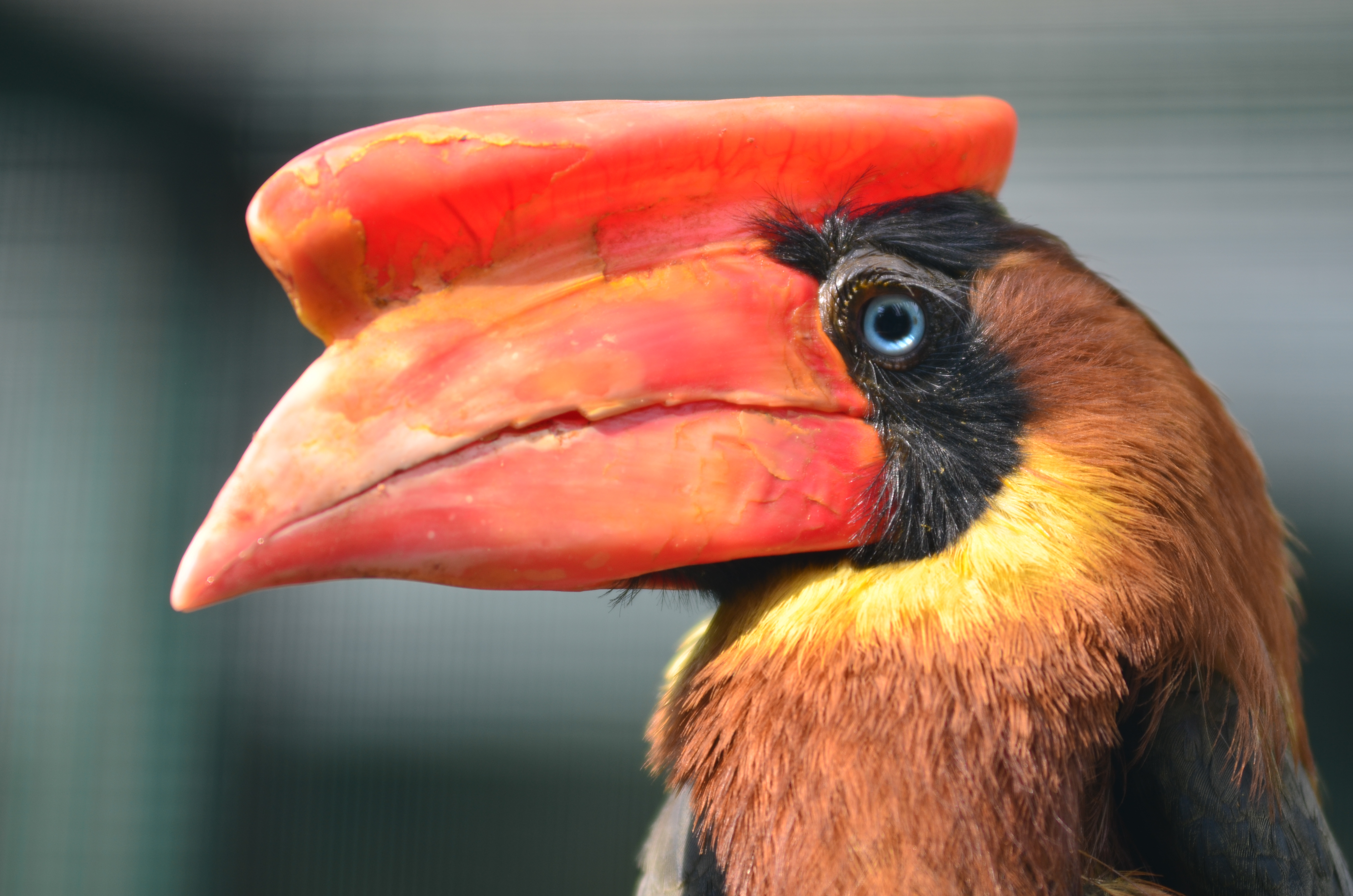
Feuerhornvogel (Buceros hydrocorax) im Weltvogelpark Walsrode

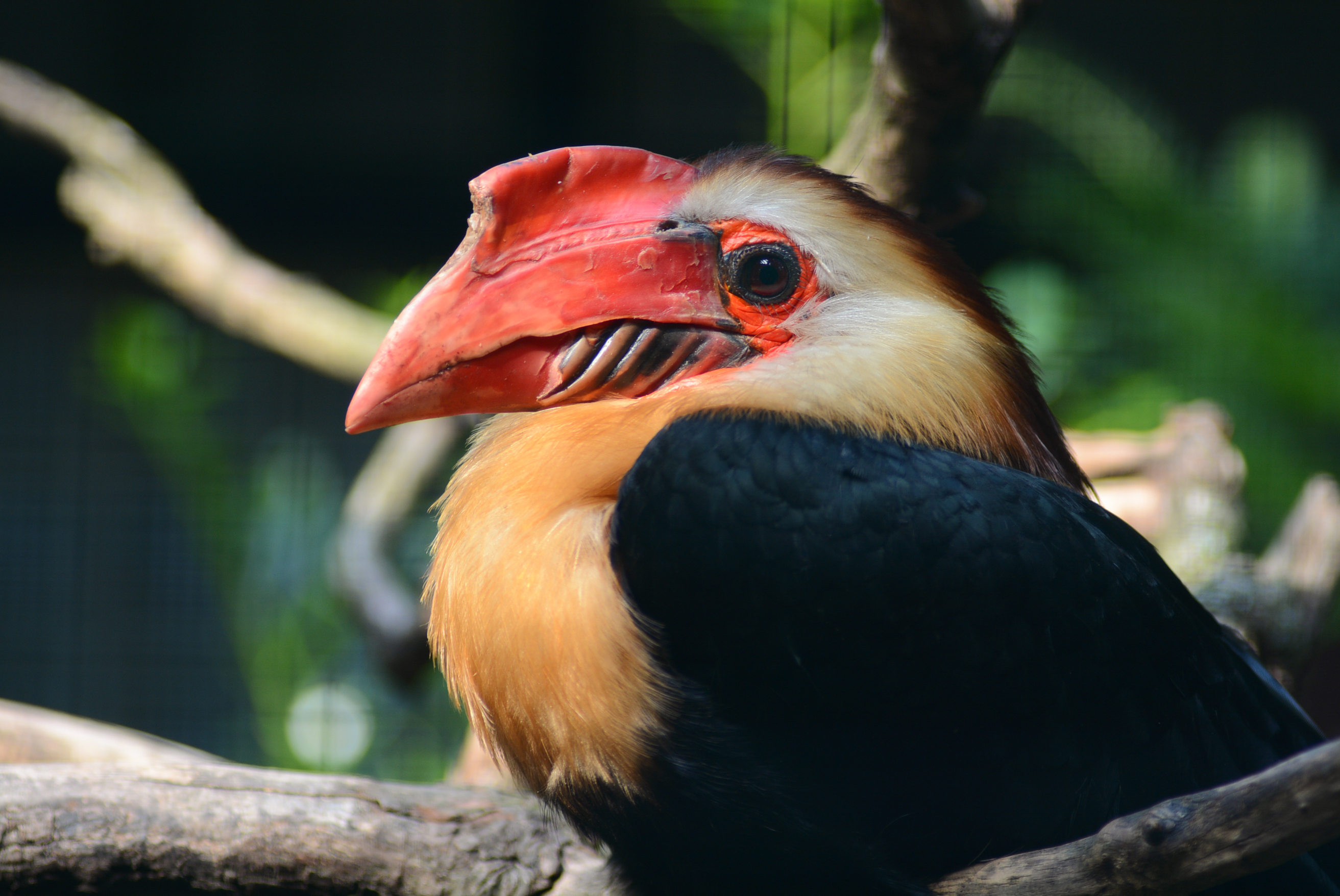
Mindanaohornvogel, Weltvogelpark Walsrode

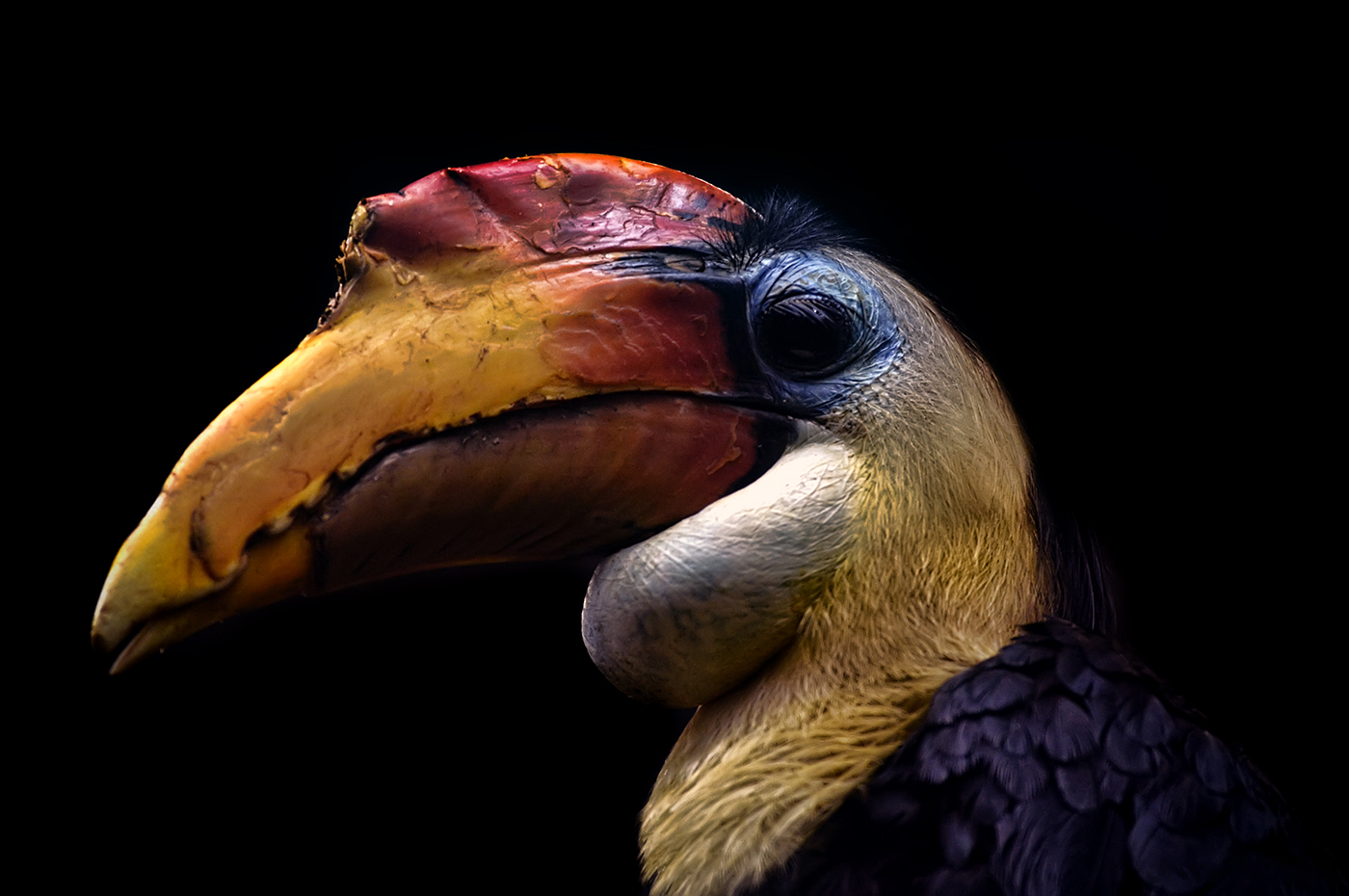
Runzelhornvogel

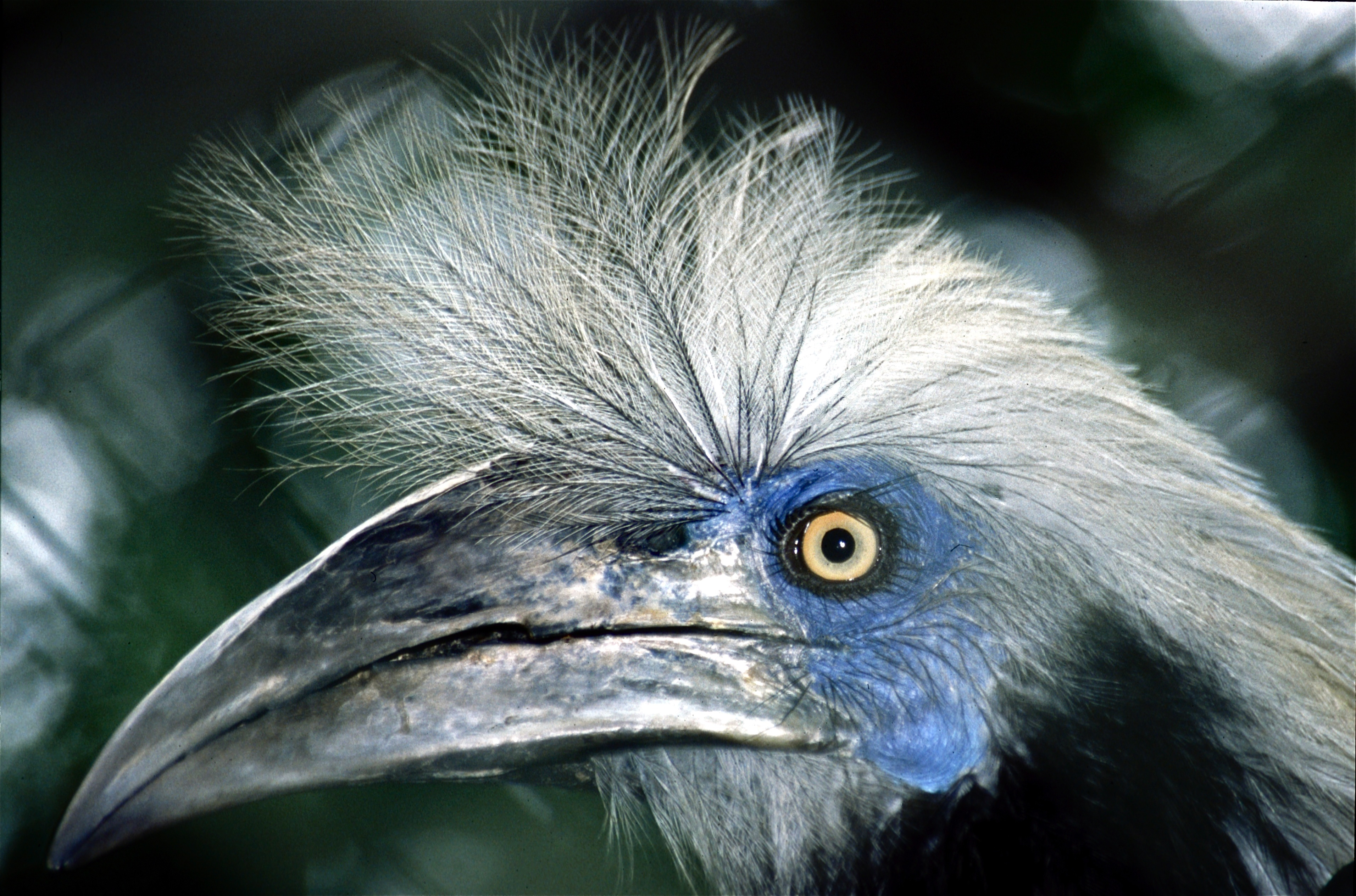
Langschopf-Hornvogel, Weibchen

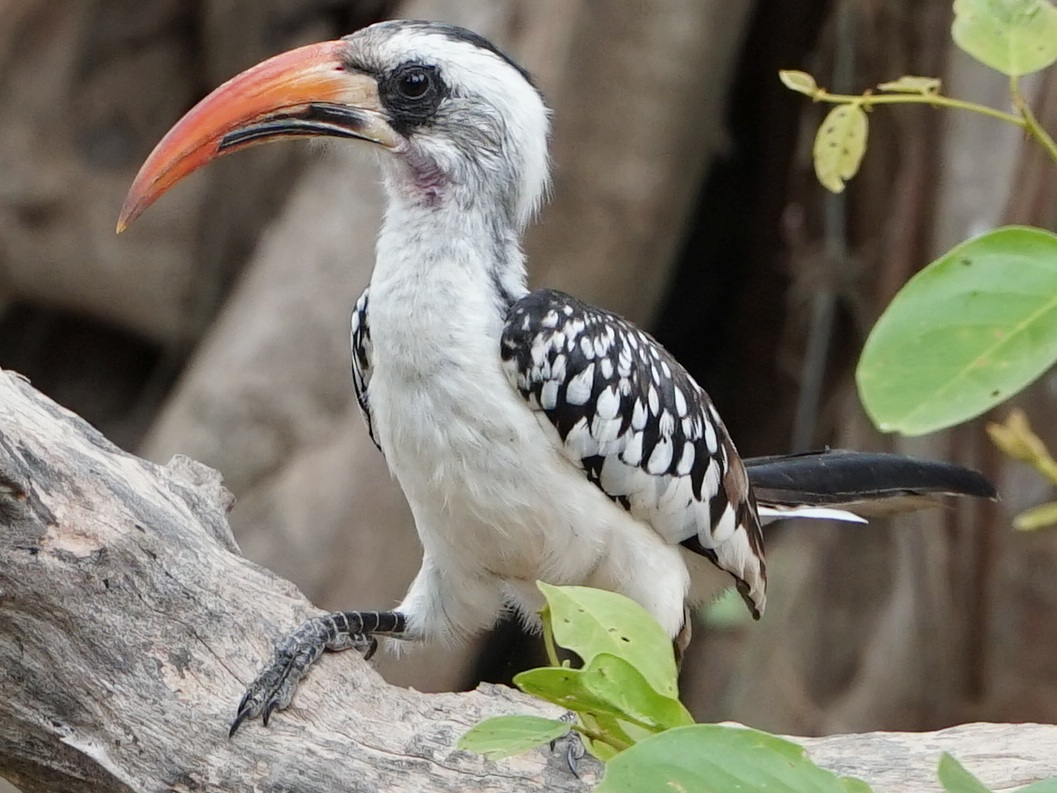
Westlicher Rotschnabeltoko (Tockus kempi)

  - Tickellhornvogel, Rostbauch-Hornvogel (Anorrhinus tickelli)
  - Austenhornvogel (Anorrhinus austeni)
  - Kurzschopfhornvogel (Anorrhinus galeritus)
- Tokos (Tockus)
  - Decken-Toko, Von-der-Decken-Toko (Tockus deckeni)
  - Jackson-Toko (Tockus jacksoni)
  - Damara-Rotschnabeltoko (Tockus damarensis)
  - Savannentoko (Tockus erythrorhynchus)
  - Senegaltoko (Tockus kempi)
  - Tansaniatoko (Tockus ruahae)
  - Mopanetoko (Tockus rufirostris)
  - Östlicher Gelbschnabeltoko, auch nur als Gelbschnabeltoko bezeichnet (Tockus flavirostris)
  - Rotringtoko oder Südlicher Gelbschnabeltoko (Tockus leucomelas)
  - Monteiro-Toko (Tockus monteiri)
- Lophoceros
  - Felsentoko, Bradfieldtoko (Lophoceros bradfieldi)
  - Kronentoko (Lophoceros alboterminatus)
  - Elstertoko (Lophoceros fasciatus)
  - Hemprich-Toko (Lophoceros hemprichii)
  - Grautoko, Weißschopftoko (Lophoceros nasutus)
  - Rotschnabel-Zwergtoko, Kamerun-Zwergtoko (Lophoceros camurus)
  - Blassschnabeltoko (Lophoceros pallidirostris)
- Horizocerus
  - Weißschopf-Hornvogel, Perückentoko (Horizocerus albocristatus)
  - Östlicher Weißschopf-Hornvogel (Horizocerus cassini)
  - Hartlaub-Hornvogel, auch Glanzflügeltoko oder Schwarzer Zwergtoko (Horizocerus hartlaubi)
  - Kongotoko (Horizocerus granti)
- Asiatische Tokos (Ocyceros)
  - Ceylon-Grautoko (Ocyceros gingalensis)
  - Indienhornvogel (Ocyceros birostris)
  - Malabar-Grautoko (Ocyceros griseus)
- Schwarzhornvögel (Anthracoceros)
  - Malabarhornvogel (Anthracoceros coronatus)
  - Malaien-Hornvogel (Anthracoceros malayanus)
  - Palawanhornvogel (Anthracoceros marchei)
  - Orienthornvogel, Weißhelmhornvogel (Anthracoceros albirostris)
  - Suluhornvogel (Anthracoceros montani)
- Große Hornvögel (Buceros)
  - Doppelhornvogel (Buceros bicornis)
  - Rhinozerosvogel, Kalao (Buceros rhinozeros)
  - Feuerhornvogel, Rotbrauner Hornvogel (Buceros hydrocorax)
- Rhinoplax
  - Schildschnabel, Schildhornvogel (Rhinoplax vigil)
- Tariktikhornvögel (Penelopides)
  - Tariktik-Hornvogel (Penelopides panini)
  - Mindoro-Hornvogel (Penelopides mindorensis)
  - Mindanao-Tariktikhornvogel (Penelopides affinis)
  - Luzon-Hornvogel (Penelopides manilae)
  - Samar-Hornvogel (Penelopides samarensis)
  - Sulawesi-Hornvogel (Penelopides exarhartus)
- Asiatische Kehlsack-Hornvögel (Aceros)
  - Mindanaohornvogel (Aceros leucocephalus)
  - Nepalhornvogel (Aceros nipalensis)
  - Runzelhornvogel (Aceros corrugatus)
  - Panayhornvogel, Korallenschnabel-Hornvogel (Aceros waldeni)
- Berenicornis
  - Langschopf-Hornvogel, Langhauben-Hornvogel (Berenicornis comatus)
- Rhyticeros
  - Sumbahornvogel (Rhyticeros everetti)
  - Narcondamhornvogel (Rhyticeros narcondami)
  - Papuahornvogel (Rhyticeros plicatus)
  - Sundajahrvogel (Rhyticeros subruficollis)
  - Furchenhornvogel, Jahrvogel (Rhyticeros undulatus)
  - Helmhornvogel (Rhyticeros cassidix)
- Afrikanische Kehlsack-Hornvögel (Bycanistes)
  - Trompeterhornvogel (Bycanistes bucinator)
  - Schreihornvogel (Bycanistes fistulator)
  - Silberwangenhornvogel (Bycanistes brevis)
  - Grauwangen-Hornvogel (Bycanistes subcylindricus)
  - Braunwangenhornvogel (Bycanistes cylindricus)
  - Babali-Hornvogel, Weißschenkel-Hornvogel (Bycanistes albotibialis)
- Waldhornvögel (Ceratogymna)
  - Schwarzhelm-Hornvogel, Keulenhornvogel (Ceratogymna atrata)
  - Goldhelm-Hornvogel, Palmhornvogel (Ceratogymna elata)

## Einzelbelege
1. ↑  Pagel, Marcordes:  Exotische Weichfresser. S. 82.
2. ↑  Kemp: The Hornbills - Bucerotiformes. S. 148.
3. ↑  Cocker, Tipling: Birds and People. S. 326.
4. ↑  Kemp: The Hornbills - Bucerotiformes. S. 6.
5. ↑  W. Grummt, H. Strehlow (Hrsg.): Zootierhaltung Vögel.  S. 537
6. ↑  Kemp: The Hornbills - Bucerotiformes. S. 179.
7. 1 2  Kemp: The Hornbills - Bucerotiformes. S. 28.
8. 1 2  Kemp: The Hornbills - Bucerotiformes. S. 5.
9. 1 2 3 4 5 6 7 8  Kemp: The Hornbills - Bucerotiformes. S. 42.
10. ↑  Anthracoceros marchei in der Roten Liste gefährdeter Arten der IUCN 2012. Eingestellt von: BirdLife International, 2012. Abgerufen am 29. Oktober 2016.
11. ↑  Rhabdotorrhinus waldeni in der Roten Liste gefährdeter Arten der IUCN 2016. Eingestellt von: BirdLife International, 2016. Abgerufen am 9. Dezember 2016.
12. ↑  Anthracoceros montani in der Roten Liste gefährdeter Arten der IUCN 2008. Eingestellt von: BirdLife International, 2008. Abgerufen am 31. Oktober 2016.
13. ↑  Kemp: The Hornbills - Bucerotiformes. S. 129.
14. ↑  Kemp: The Hornbills - Bucerotiformes. S. 37.
15. 1 2  Kemp: The Hornbills - Bucerotiformes. S. 40.
16. ↑  Kemp: The Hornbills - Bucerotiformes. S. 38.
17. ↑  Kemp: The Hornbills - Bucerotiformes. S. 212.
18. ↑  David Gibbs, Eustace Barnes und John Cox: Pigeons and Doves – A Guide to the Pigeons and Doves of the World. Pica Press, Sussex 2001, ISBN 90-74345-26-3, S. 443
19. 1 2 3  Kemp: The Hornbills - Bucerotiformes. S. 259.
20. ↑  Kemp: The Hornbills - Bucerotiformes. S. 167 und S. 168.
21. ↑  Alan Kemp: The Hornbills – Bucerotiformes. Oxford University Press, Oxford 1995, ISBN 0-19-857729-X. S. 141 und S. 143
22. 1 2 3  Kemp: The Hornbills - Bucerotiformes. S. 41.
23. 1 2  Kemp: The Hornbills - Bucerotiformes. S. 39.
24. ↑  Kemp: The Hornbills - Bucerotiformes. S. 259 und S. 260.
25. ↑  Kemp: The Hornbills - Bucerotiformes. S. 248.
26. ↑  Kemp: The Hornbills - Bucerotiformes. S. 220.